# Java Authentication and Authorization Service
Java Authentication and Authorization Service (JAAS) představuje javovskou verzi standardního Pluggable Authentication Module (PAM) frameworku.
Je využíván pro dvě činnosti:
- Autentizace (Ověření pravosti) – ověření identity uživatele. Provádí se nejčastěji přijetím uživatelova jména a hesla. Ověření je bezpečné a důvěryhodné.
- Autorizace – určení, zda ověřený uživatel má práva k přístupu k určité části systému

## Základní popis
JAAS je standardní součástí Javy od JavaTM 2 SDK, Standard Edition (J2SDK), v 1.4. Ve verzi 1.3 byla součástí volitelnou. Byl přidán z důvodu nízké flexibility u původního systému zabezpečení, zejména pro provozování serverových aplikací. Jako součást Java 2 security se zabývá poskytováním povolení a bezpečnostní kontrolou těchto povolení. Toto vše je prováděno mimo kód aplikace, takže není nutné původní aplikaci upravovat. Samotná aplikace si není vědoma, že je na ní prováděna autentizace a autorizace.

## Obsah frameworku[1]

### Základní třídy
- Subject – zastupuje zdroj požadavku (uživatele), může jím být jak osoba, tak služba. Po autentizaci je k němu připojeno až několik objektů Principal a Credential.
- Principal – zastupuje identitu uživatele. Vždy se jedná jen o jednu identitu, ale Subject jich může obsahovat několik. Může jí být například zaměstnanecké číslo, rodné číslo, jméno… Dále zastupuje role uživatele v systému. Subject opět může mít více rolí.
- Credential – Může jím být cokoliv, co dokáže prokázat identitu uživatele (jméno a heslo, otisk prstu…) Není součástí knihovny JAAS, neboť jakákoliv třída může být Credential. Měl by implementovat metody Refreshable Archivováno 12. 10. 2008 na Wayback Machine. a Destroyable Archivováno 7. 5. 2009 na Wayback Machine.. Credential může být veřejný nebo soukromý. Pod veřejným si lze představit jméno a pod soukromým heslo.

### Třídy a Rozhraní autentifikace
- LoginContext – obsahuje základní metody pro autentizaci Subjectu
- LoginModule – rozhraní pro přidání vlastní autentizační technologie
- CallbackHandler – rozhraní pro komunikaci uživatele s LoginModule a naopak
- Callback – rozhraní pro přenos různých autentizačních informací.

### Třídy autorizace
- Policy – abstraktní třída reprezentující tzv. bezpečnostní politiku. Stanovuje povolení přidělená kódu spuštěného z určitého zdroje (URL) nebo určitou identitou (osobou) Principal.
- AuthPermission – třída pro základní povolení v JAAS. Využívá předvolené názvy pro určitá povolení.
- PrivateCredentialPermission – třída pro ochranu soukromých Credential.

## Průběh autentifikace a autorizace[1]

### Autentifikace
- Aplikace vytvoří instanci LoginContext
- LoginContext pomocí dat z konfigurace načte všechny LoginModule přidružené k aplikaci
- Aplikace zavolá login metodu na LoginContext
- Login metoda zavolá všechny LoginModule. Ty se pokusí o autentifikaci subjektu. Pokud se to podaří, jsou objektu Subject přiřazeny relevantní Principal a Credential. Tímto je subjekt autentizovaný.
- LoginContext předá status o autentizaci aplikaci
- Při úspěšné autentizaci dostane aplikace objekt Subject od LoginContext

### Autorizace
- Uživatel musí být autentizován
- Subject, který je výsledkem autentizace, musí mít k sobě přiřazený kontext řízení přístupu (access control context)
- Principal položky musí být konfigurovány v Policy

## Příklady

### Jednoduchý příklad, kde se zjišťuje povolení k zápisu do souboru cheese.txt[2]
Aplikace:
```
package chp02;

 import java.io.File;
 import java.io.IOException;

 public class Chp02aMain {

   public static void main(String[] args) throws IOException {
     File file = new File("build/conf/cheese.txt");
     try {
       file.canWrite();
       System.out.println("Můžeme zapsat do cheese.txt");
     } catch (SecurityException e) {
       System.out.println("Nemůžeme zapsat do cheese.txt");
     }
 }
}
```

- Aplikace si vytvoří objekt souboru cheese.txt
- Zjistí, zda má povolení pro zápis do tohoto souboru
- Podle nastavených práv pak zjistí, zda je schopen zápisu do souboru (pak je vyhozeno hlášení „Můžeme zapsat do cheese.txt“), nebo je vyhozena bezpečnostní výjimka a zahlášeno „Nemůžeme zapsat do cheese.txt“

Konfigurační soubor Policy:
```
grant
{
 permission java.io.FilePermission "build/conf/cheese.txt", "write";
};
```

- Garantujeme povolení typu FilePermission na soubor "build/conf/cheese.txt" a to na zápis do tohoto souboru

### Příklad logování do aplikace[3]
Aplikace:
```
CallbackHandler handler = new RanchCallbackHandler(userName, password); 

try {
   LoginContext loginContext = new LoginContext("RanchLogin", handler);
   // Přihlášení
   loginContext.login();
} catch (LoginException e) {
   // Chyba při přihlášení, nepodařilo se přihlásit
   e.printStackTrace();
}
```

- Aplikace vytvoří instanci LoginContext
- Provede se pokus o nalogování

Login konfigurační soubor:
```
RanchLogin {
   com.javaranch.auth.RanchLoginModule required;
};
```

- Tento soubor určuje, který z LoginModule bude použit pro logování a jak (viz Login konfigurační soubor podrobněji).
- Zde se nastavuje, že pro jméno "RanchLogin" je použito RanchLoginModule a je nutné, aby modul uživatele autentizoval
- Nastavuje se pro JVM přes parametr: -Djava.security.auth.login.config="JAAS_CONFIG_FILENAME"

```
'''
LoginModul
 
"RanchLoginModule"
:
'''

 
public
 
boolean
 
login
()
 
throws
 
LoginException
 
{

    
boolean
 
returnValue
 
=
 
true
;

 	
if
 
(
callbackHandler
 
==
 
null
){

        
throw
 
new
 
LoginException
(
"No callback handler supplied."
);

    
}

 

    
Callback
[]
 
callbacks
 
=
 
new
 
Callback
[
2
]
;

    
callbacks
[
0
]
 
=
 
new
 
NameCallback
(
"Username"
);

    
callbacks
[
1
]
 
=
 
new
 
PasswordCallback
(
"Password"
,
 
false
);

 

    
try
 
{

        
callbackHandler
.
handle
(
callbacks
);

        
String
 
userName
 
=
 
((
NameCallback
)
 
callbacks
[
0
]
).
getName
();

        
char
 
[]
 
passwordCharArray
 
=
 
((
PasswordCallback
)
  

          
callbacks
[
1
]
).
getPassword
();

        
String
 
password
 
=
 
new
 
String
(
passwordCharArray
);

 
//-->autentifikuje se pomocí jména a hesla, které musí být stejné         

        
returnValue
 
=
 
userName
.
equals
(
password
);

    
}
 
catch
 
(
IOException
 
ioe
)
  
{

        
ioe
.
printStackTrace
();

        
throw
 
new
 
LoginException
(
"IOException occurred:

          "
+
ioex
.
getMessage
());

    
}
 
catch
 
(
UnsupportedCallbackException
 
ucbe
)
 
{

        
ucbe
.
printStackTrace
();

        
throw
 
new
 
LoginException
(
"UnsupportedCallbackException encountered:

          "
+
ucbe
.
getMessage
());

    
}

 

    
System
.
out
.
println
(
"Přihlášen"
);

    
return
 
returnValue
;

 
}

```

- Pomocí Callbacků a CalbackHandleru se získá jméno a heslo
- Porovná se, zda se jméno shoduje s heslem
- Vrátí se návratová hodnota true nebo false podle porovnání jména a hesla

Konfigurační soubor Policy:
```
grant {
   permission java.util.PropertyPermission "user", "read";
   permission java.util.PropertyPermission "pass", "read";
   permission java.util.PropertyPermission
    "java.security.auth.login.config", "read";
   permission java.util.PropertyPermission "java.security.policy", "read";
   permission javax.security.auth.AuthPermission
    "createLoginContext.RanchLogin";
};
```

- Nastavení práv pro možnost vytváření objektu LoginContext a přístup k atributům
- Je nutné pouze při aktivním security manageru

Výsledky spuštění aplikace:
Stejné jméno a heslo
```
java -Duser=rahul
    -Dpass=rahul
    -Djava.security.auth.login.config=jaas.config
    -jar jaas-example.jar
```

- Přihlášení proběhlo v pořádku

Různé jméno a heslo
```
java -Duser=rahul
    -Dpass=notrahul
    -Djava.security.auth.login.config=jaas.config
    -jar jaas-example.jar
```

- Jméno a heslo nejsou stejné, proto se nepřihlásí

Stejné jméno a heslo + spuštěn security manager
```
java -Duser=rahul
    -Dpass=rahul
    -Djava.security.auth.login.config=jaas.config
    -Djava.security.manager
    -jar jaas-example.jar
```

- Nejsou nastavena práva. Není tedy schopen provést operace pro přihlášení a nepřihlásí se

Stejné jméno a heslo + spuštěn security manager + nstavena práva
```
java -Duser=rahul
    -Dpass=rahul
    -Djava.security.auth.login.config=jaas.config
    -Djava.security.manager
    -Djava.security.policy=policy.config
    -jar jaas-example.jar
```

- Přihlášení proběhlo v pořádku

### Login konfigurační soubor podrobněji[3]
```
RanchLogin {
   com.javaranch.auth.FirstLoginModule
       requisite debug=true ;

   com.javaranch.auth.SecondLoginModule
       required debug=false email=admin@mydomain.com ;
};
```

Jak je vidět z příkladu pod jedním jménem (RanchLogin) může být více než jeden LoginModule. Obsahují také své vlastní parametry, které jsou pak v jednotlivých modulech přístupné (debug pro FirstLoginModule, debug a email pro SecondLoginModule). Poslední položkou je konfigurace jednotlivých modulů. Ty mohou být podle klíčových slov:
- Required – Modul musí autentizovat uživatele. Pokud se tak nestane, stejně je předáno řízení dalšímu LoginModul
- Requisite – Pokud se nepovede přihlášení, vrátí se okamžitě zpět do aplikace a další LoginModuly se nespouští
- Sufficient – Pokud se tomuto modulu podaří přihlásit, autentizace se bere jako splněná a vrací se zpět do aplikace. Pokud ne, pokračuje se dalšími LoginModuly
- Optional – Pokračuje vždy k dalšímu LoginModulu, nezávisle na výsledku autentizace